# Wizzard
A Wizzard egy brit rockegyüttes volt. Alapítója Roy Wood volt, aki az együttes megalakulása előtt a The Move és az Electric Light Orchestra tagja volt. Az együttes a hetvenes évek glam rock-korszakának egyik legsikeresebb együttese volt.

## Tagok
- Roy Wood - ének, gitár, szaxofon, fafúvósok, vonós- és billentyűs hangszerek, ütőhangszerek (1972-1975)
- Mike Burney - szaxofon, klarinét, fuvola (1972-1975; meghalt 2014-ben)
- Charlie Grima - dob, ütőhangszerek, ének (1972-1975)
- Bill Hunt - billentyűs hangszerek, ének (1972-1974)
- Hugh McDowell - cselló, szintetizátorok (1972-1973; meghalt 2018-ban)
- Nick Pentelow - szaxofon, klarinét, fuvola (1972-1975)
- Rick Price - nagybőgő (1972-1975)
- Keith Smart - dob (1972-1975)
- Bob Brady - billentyűs hangszerek, ének (1974-1975)

## Nagylemezek

### Stúdióalbumok
- Wizzard Brew (1973)
- Introducing Eddy and the Falcons (1974)
- Main Street (2000)

### Válogatásalbumok
- See My Baby Jive (1973)
- The Best Of Roy Wood And Wizzard (1996)

## Kislemezek
- „Ball Park Incident“ (1972); #6 UK
- „See My Baby Jive“ 1973); #1 UK
- „Angel Fingers (A Teen Ballad)“ (1973); #1 UK
- „I Wish It Could Be Christmas Everyday“ (1973); #4 UK
- „Rock 'N' Roll Winter (Loony's Tune)“ (1974); #6 UK
- „This Is The Story Of My Love (Baby)“ (1974); #34 UK
- „Are You Ready to Rock“ (1974); #8 UK
- „Rattlesnake Roll“ (1975)
- „Indiana Rainbow“ (1976) - credited to Roy Wood's Wizzard
- „I Wish It Could Be Christmas Everyday“ (új kiadás) (1981); #41 UK